# فرودگاه ایرگلادس
فرودگاه ایرگلادس (به انگلیسی: Airglades Airport) یک فرودگاه همگانی بهره‌برداری هوایی است که یک باند فرود آسفالت دارد و طول باند آن ۱۸۱۴ متر است. این فرودگاه در شهر کلویستون، فلوریدا کشور ایالات متحده آمریکا قرار دارد و در ارتفاع ۶ متری از سطح دریا واقع شده‌است.